# Liste des WWE Champions
Le WWE Champion est un titre de championnat mondial de catch. C'est le tout premier titre mondial établi à la World Wide Wrestling Federation, pour la première fois intronisé en 1963 sous le nom de WWF World Heavyweight Championship. À la fin de son affiliation avec la National Wrestling Alliance, la promotion se renomme World Wrestling Federation en même temps que le titre pour refléter son sigle. En 2001, il est unifié avec le Championnat du monde Poids-Lourds de la WCW, et fut renommé WWF Undisputed Championship. En 2002, la WWF se renomme World Wrestling Entertainment et se sépare en deux divisions, Raw et SmackDown, en une « brand extension ». Le titre est ensuite désigné dans la branche SmackDown, pendant que la WWE crée un titre mondial alternatif, reprenant le design de feu la ceinture de Champion du monde WCW, connu sous le nom de World Heavyweight Championship. Depuis Wrestlemania 38 le titre change de nom pour devenir le Undisputed WWE Universal Championship.
Le titre connait actuellement 149 règnes, pour un total de 54 champions différents et fut également vacant 11 fois. Le champion actuel est Cody Rhodes.

## Liste de tous les champions de WWE

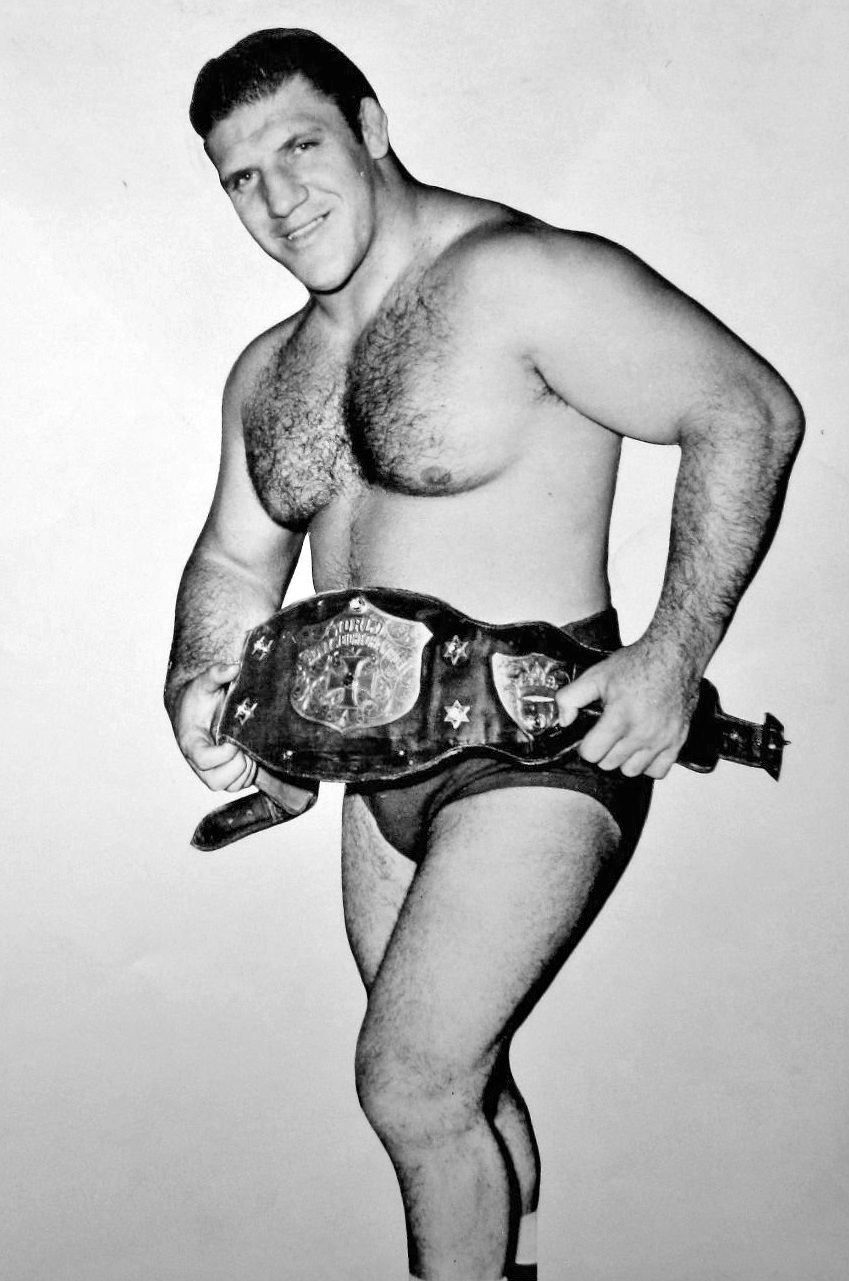
Bruno Sammartino avec la ceinture de champion du monde poids lourd de la WWWF.

### Historique du nom
| Nom                                   | Durée                               |
| ------------------------------------- | ----------------------------------- |
| WWWF World Heavyweight Championship   | 25 avril 1963 – 8 février 1971      |
| WWWF Heavyweight Championship         | 8 février 1971 – 1er mars 1979      |
| WWF Heavyweight Championship          | 1er mars 1979 – 26 décembre 1983    |
| WWF World Heavyweight Championship    | 26 décembre 1983 – 27 mai 1989      |
| WWF Championship                      | 27 mai 1989 – 9 décembre 2001       |
| Undisputed WWF Championship           | 9 décembre 2001 – 6 mai 2002        |
| Undisputed WWE Championship           | 6 mai 2002 – 19 mai 2002            |
| WWE Undisputed Championship           | 19 mai 2002 – 2 septembre 2002      |
| WWE Championship                      | 2 septembre 2002 – 15 décembre 2013 |
| WWE World Heavyweight Championship    | 15 décembre 2013 – 27 juin 2016     |
| WWE Championship                      | 27 juin 2016 – 25 juillet 2016      |
| WWE World Championship                | 25 juillet 2016 – 10 décembre 2016  |
| WWE Championship                      | 10 décembre 2016 - 3 avril 2022     |
| Undisputed WWE Universal Championship | 3 avril 2022 – 8 avril 2024         |
| Undisputed WWE Championship           | 8 avril 2024 – ...                  |

### Historique des règnes
| #                                                             | Champion                        | Règne                           | Date                            | Durée (en jours)                | Lieu                            | Événement                               | Notes | Réf.                            |
| World Wide Wrestling Federation                               | World Wide Wrestling Federation | World Wide Wrestling Federation | World Wide Wrestling Federation | World Wide Wrestling Federation | World Wide Wrestling Federation | World Wide Wrestling Federation         | World Wide Wrestling Federation | World Wide Wrestling Federation |
| ------------------------------------------------------------- | ------------------------------- | ------------------------------- | ------------------------------- | ------------------------------- | ------------------------------- | --------------------------------------- | --- | ------------------------------- |
| 1                                                             | Buddy Rogers                    | 1                               | 11 avril 1963                   | 36                              | Washington D.C                  | Heavyweight Wrestling                   | Rogers été champion du monde de la NWA depuis le 30 juin 1961 jusqu'à perdre le titre face à Lou Thesz le 24 janvier 1963. Les promoteurs de la Capitol Wrestling Corporation ne reconnaisait pas le changement de titre amenant à une scission entre CWC et la NWA qui amènera à la création de la WWWF qui continuer à reconnaitre Rogers comme champion et lui donnera le titre le 11 avril 1963 et inventera un tournoi dans lequel il a battu Antonio Rocca en finale. | ,                               |
| 2                                                             | Bruno Sammartino                | 1                               | 17 mai 1963                     | 2803                            | New York (New York)             | House show                              | Il conserve le titre pendant presque 8 ans, Il s'agit du plus long règne d'un titre de champion du monde. | [ 9 ]                           |
| 3                                                             | Ivan Koloff                     | 1                               | 18 janvier 1971                 | 21                              | New York (New York)             | House show                              | Il s'agit du premier champion Heel de l'histoire du titre. | [ 10 ]                          |
| National Wrestling Alliance : World Wide Wrestling Federation |                                 |                                 |                                 |                                 |                                 |                                         | |                                 |
| 4                                                             | Pedro Morales                   | 1                               | 8 février 1971                  | 1027                            | New York (New York)             | House show                              | Le titre prend le nom de WWWF Heavyweight Championship lorsque la WWWF reviens sous la banière de la NWA en 1971. | [ 11 ]                          |
| 5                                                             | Stan Stasiak                    | 1                               | 1er décembre 1973               | 9                               | Philadelphie (Pennsylvanie)     | House show                              | En battant Pedro Morales, il remporte son premier titre dans la compagnie | [ 12 ]                          |
| 6                                                             | Bruno Sammartino                | 2                               | 10 décembre 1973                | 1237                            | New York (New York)             | House show                              | Il devient le 1er catcheur à gagner deux fois la ceinture. Il s'agit du 5e plus long règne d'un titre de champion du monde. | [ 13 ]                          |
| 7                                                             | "Superstar" Billy Graham        | 1                               | 30 avril 1977                   | 296                             | Baltimore (Maryland)            | House show                              | En battant Bruno Sammartino, il remporte son premier titre dans la compagnie. | [ 14 ]                          |
| National Wrestling Alliance : World Wrestling Federation      |                                 |                                 |                                 |                                 |                                 |                                         | |                                 |
| 8                                                             | Bob Backlund                    | 1                               | 20 février 1978                 | 2135                            | New York (New York)             | House show                              | Le titre devient le WWF Heavyweight Championship lorsque la World Wide Wrestling Federation devient la World Wrestling Federation en mars 1979. Le 9 août 1980, il remporte le WWF Tag Team Championship avec Pedro Morales faisant de lui le premier double champion de l'histoire de la compagnie. Il s'agit du 2e plus long règne d'un titre de champion du monde. | [ 15 ]                          |
| World Wrestling Federation                                    |                                 |                                 |                                 |                                 |                                 |                                         | |                                 |
| 9                                                             | Iron Sheik                      | 1                               | 26 décembre 1983                | 28                              | New York (New York)             | House show                              | Remporte le titre par forfait à la suite du jeter d'éponge de Arnold Skaaland pour protéger Bob d'une grosse blessure. Durant son règne le titre prend le nom de WWF World Heavyweight Championship à la suite de la fin d'affiliation entre la WWF et la NWA. | [ 16 ]                          |
| 10                                                            | Hulk Hogan                      | 1                               | 23 janvier 1984                 | 1474                            | New York (New York)             | House show                              | Il s'agit du 3e plus long règne d'un titre de champion du monde. | [ 17 ]                          |
| 11                                                            | André The Giant                 | 1                               | 5 février 1988                  | 0 (1 min 48 s)                  | Indianapolis (Indiana)          | The Main Event I                        | Il est le plus grand (en taille) détenteur du titre. | [ 18 ]                          |
| —                                                             | Vacant                          | 1                               | 5 février 1988                  | 51                              | Indianapolis (Indiana)          | The Main Event I                        | André The Giant donne le titre à Ted DiBiase juste après l'avoir gagné contre Hogan, mais le président de la fédération, Jack Tunney, annule la décision et rend le titre vacant. | [ 19 ]                          |
| 12                                                            | Randy Savage                    | 1                               | 27 mars 1988                    | 371                             | Atlantic City (New Jersey)      | WrestleMania IV                         | Bat Ted DiBiase en finale d'un tournoi. | [ 20 ]                          |
| 13                                                            | Hulk Hogan                      | 2                               | 2 avril 1989                    | 364                             | Atlantic City (New Jersey)      | WrestleMania V                          | Il devient le 2e catcheur à gagner deux fois la ceinture. | [ 21 ]                          |
| 14                                                            | The Ultimate Warrior            | 1                               | 1er avril 1990                  | 293                             | Toronto (Ontario) Canada        | WrestleMania VI                         | Remporte le titre dans un Champion vs. Champion match aucours duquel le titre Intercontinental de Warrior était également en jeu. | [ 22 ]                          |
| 15                                                            | Sgt. Slaughter                  | 1                               | 19 janvier 1991                 | 64                              | Miami (Floride)                 | Royal Rumble (1991)                     | Remporte le titre grâce à une intervention de Randy Savage. | [ 23 ]                          |
| 16                                                            | Hulk Hogan                      | 3                               | 24 mars 1991                    | 248                             | Los Angeles (Californie)        | WrestleMania VII                        | Il devient le 1er catcheur à gagner trois fois la ceinture. | [ 24 ]                          |
| 17                                                            | The Undertaker                  | 1                               | 27 novembre 1991                | 6                               | Détroit (Michigan)              | Survivor Series (1991)                  | En battant Hulk Hogan, il devient le plus jeune champion de la WWF de l'histoire (record battu depuis en 2002 par Brock Lesnar) | [ 25 ]                          |
| 18                                                            | Hulk Hogan                      | 4                               | 3 décembre 1991                 | 1                               | San Antonio (Texas)             | This Tuesday in Texas                   | Il devient le 1er catcheur à gagner quatre fois la ceinture. | [ 26 ]                          |
| —                                                             | Vacant                          | 2                               | 4 décembre 1991                 | 46                              | Austin (Texas)                  | WWF Superstars of Wrestling             | Hogan est privé du titre par le président de la fédération Jack Tunney à la suite d'une controverse entre les deux hommes sur le prochain changement de titre. | [ 26 ]                          |
| 19                                                            | Ric Flair                       | 1                               | 19 janvier 1992                 | 77                              | Albany (New York)               | Royal Rumble (1992)                     | Remporte le Royal Rumble match où le titre était en jeu et devient le nouveau champion. | [ 27 ]                          |
| 20                                                            | Randy Savage                    | 2                               | 5 avril 1992                    | 149                             | Indianapolis (Indiana)          | WrestleMania VIII                       | Il devient le 3e catcheur à gagner deux fois la ceinture. | [ 28 ]                          |
| 21                                                            | Ric Flair                       | 2                               | 1er septembre 1992              | 41                              | Hershey (Pennsylvanie)          | Prime Time Wrestling                    | Il devient le 4e catcheur à gagner deux fois la ceinture. | [ 29 ]                          |
| 22                                                            | Bret Hart                       | 1                               | 12 octobre 1992                 | 174                             | Saskatoon (Saskatchewan) Canada | House show                              | En battant Ric Flair, il remporte le titre pour la première fois de sa carrière. | [ 30 ]                          |
| 23                                                            | Yokozuna                        | 1                               | 4 avril 1993                    | 0 (2 min 6 s)                   | Las Vegas (Nevada)              | WrestleMania IX                         | Il devient le plus lourd champion WWE de l'Histoire. | [ 31 ]                          |
| 24                                                            | Hulk Hogan                      | 5                               | 4 avril 1993                    | 70                              | Las Vegas (Nevada)              | WrestleMania IX                         | Hulk Hogan gagna le titre grâce à Mr Fuji qui jeta du sel dans les yeux de Yokozuna par accident. Il devient le 1er catcheur à gagner cinq fois la ceinture. | [ 31 ]                          |
| 25                                                            | Yokozuna                        | 2                               | 13 juin 1993                    | 280                             | Dayton (Ohio)                   | King of the Ring (1993)                 | Il devient le 5e catcheur à gagner deux fois la ceinture. | [ 32 ]                          |
| 26                                                            | Bret Hart                       | 2                               | 20 mars 1994                    | 248                             | New York (New York)             | WrestleMania X                          | Roddy Piper était l'arbitre spécial du match. Il devient le 6e catcheur à gagner deux fois la ceinture. | [ 33 ]                          |
| 27                                                            | Bob Backlund                    | 2                               | 23 novembre 1994                | 3                               | San Antonio (Texas)             | Survivor Series (1994)                  | Il devient le 7e catcheur à gagner deux fois la ceinture. | [ 34 ]                          |
| 28                                                            | Diesel                          | 1                               | 26 novembre 1994                | 358                             | New York (New York)             | House show                              | Remporte le match en huit secondes, le plus court match pour le titre WWE de l'histoire. | [ 35 ]                          |
| 29                                                            | Bret Hart                       | 3                               | 19 novembre 1995                | 133                             | Landover (Maryland)             | Survivor Series (1995)                  | Dans un match sans disqualification. Il devient le 2e catcheur à gagner trois fois la ceinture. | [ 36 ]                          |
| 30                                                            | Shawn Michaels                  | 1                               | 31 mars 1996                    | 231                             | Anaheim (Californie)            | WrestleMania XII                        | Dans un Iron Man match de 60 minutes (remporté 1-0 en mort subite). | [ 37 ]                          |
| 31                                                            | Sycho Sid                       | 1                               | 17 novembre 1996                | 63                              | New York (New York)             | Survivor Series (1996)                  | En battant Shawn Michaels, il remporte son premier titre à la WWF. | [ 38 ]                          |
| 32                                                            | Shawn Michaels                  | 2                               | 19 janvier 1997                 | 25                              | San Antonio (Texas)             | Royal Rumble (1997)                     | Il devient le 8e catcheur à gagner deux fois la ceinture. | [ 39 ]                          |
| —                                                             | Vacant                          | 3                               | 13 février 1997                 | 3                               | Lowell (Massachusetts)          | Raw                                     | À la suite d'une « blessure » de Michaels. | [ 40 ]                          |
| 33                                                            | Bret Hart                       | 4                               | 16 février 1997                 | 1                               | Chattanooga (Tennessee)         | In Your House 13                        | Bret Hart bat Steve Austin, Vader et The Undertaker dans un Four Corners Elimination match. Il devient le 2e catcheur à gagner quatre fois la ceinture. | [ 41 ]                          |
| 34                                                            | Sycho Sid                       | 2                               | 17 février 1997                 | 34                              | Nashville (Tennessee)           | Raw                                     | Remporte le titre grâce à une intervention de Stone Cold Steve Austin. Il devient le 9e catcheur à gagner deux fois la ceinture. | [ 42 ]                          |
| 35                                                            | The Undertaker                  | 2                               | 23 mars 1997                    | 133                             | Rosemont (Illinois)             | WrestleMania 13                         | Dans un match sans disqualification. Il devient le 10e catcheur à gagner deux fois la ceinture. | [ 43 ]                          |
| 36                                                            | Bret Hart                       | 5                               | 3 août 1997                     | 98                              | East Rutherford (New Jersey)    | SummerSlam (1997)                       | Shawn Michaels était l'arbitre spécial du match. Il devient le 2e catcheur à gagner cinq fois la ceinture. | [ 44 ]                          |
| 37                                                            | Shawn Michaels                  | 3                               | 9 novembre 1997                 | 140                             | Montréal (Québec) Canada        | Survivor Series (1997)                  | Lors du Montreal Screwjob. Il devient le 3e catcheur à gagner trois fois la ceinture. | [ 45 ]                          |
| 38                                                            | Stone Cold Steve Austin         | 1                               | 29 mars 1998                    | 91                              | Boston (Massachusetts)          | WrestleMania XIV                        | Mike Tyson était l'arbitre spécial du match. | [ 46 ]                          |
| 39                                                            | Kane                            | 1                               | 28 juin 1998                    | 1                               | Pittsburgh (Pennsylvanie)       | King of the Ring (1998)                 | Dans un First Blood match. | [ 47 ]                          |
| 40                                                            | Stone Cold Steve Austin         | 2                               | 29 juin 1998                    | 90                              | Cleveland (Ohio)                | Raw is War                              | Il devient le 11e catcheur à gagner deux fois la ceinture. | [ 48 ]                          |
| —                                                             | Vacant                          | 4                               | 27 septembre 1998               | 49                              | Hamilton (Ontario) Canada       | Breakdown : In Your House               | À la suite d'un double tombé de Kane et The Undertaker sur Steve Austin à Breakdown. | [ 49 ]                          |
| 41                                                            | The Rock                        | 1                               | 15 novembre 1998                | 44                              | St. Louis (Missouri)            | Survivor Series (1998)                  | Bat Mankind en finale d'un tournoi. | [ 50 ]                          |
| 42                                                            | Mankind                         | 1                               | 29 décembre 1998                | 26                              | Worcester (Massachusetts)       | Raw is War                              | Dans un match sans disqualification. Épisode diffusé le 4 janvier 1999 | [ 51 ]                          |
| 43                                                            | The Rock                        | 2                               | 24 janvier 1999                 | 2                               | Anaheim (Californie)            | Royal Rumble (1999)                     | Dans un "I Quit" match. Il devient le 12e catcheur à gagner deux fois la ceinture. | [ 52 ]                          |
| 44                                                            | Mankind                         | 2                               | 26 janvier 1999                 | 20                              | Tucson (Arizona)                | Halftime Heat                           | Dans un Empty Arena match. Il devient le 13e catcheur à gagner deux fois la ceinture. Épisode diffusé le 31 janvier. | [ 53 ]                          |
| 45                                                            | The Rock                        | 3                               | 15 février 1999                 | 41                              | Birmingham (Alabama)            | Raw is War                              | Dans un match de l'échelle. Il devient le 4e catcheur à gagner trois fois la ceinture. | [ 54 ]                          |
| 46                                                            | Stone Cold Steve Austin         | 3                               | 28 mars 1999                    | 56                              | Philadelphie (Pennsylvanie)     | WrestleMania XV                         | Dans un match sans disqualification. Mankind était l'arbitre spécial. Il devient le 5e catcheur à gagner trois fois la ceinture. | [ 55 ]                          |
| 47                                                            | The Undertaker                  | 3                               | 23 mai 1999                     | 36                              | Kansas City (Missouri)          | Over the Edge (1999)                    | Vince McMahon et Shane McMahon étaient les arbitres spéciaux. Il devient le 6e catcheur à gagner trois fois la ceinture. | [ 56 ]                          |
| 48                                                            | Stone Cold Steve Austin         | 4                               | 28 juin 1999                    | 55                              | Charlotte (Caroline du Nord)    | Raw is War                              | Il devient le 3e catcheur à gagner quatre fois la ceinture. | [ 57 ]                          |
| 49                                                            | Mankind                         | 3                               | 22 août 1999                    | 1                               | Minneapolis (Minnesota)         | SummerSlam (1999)                       | Dans un match "Triple Menace" qui incluait également Triple H. Jesse Ventura était l'arbitre spécial du match. Il devient le 7e catcheur à gagner trois fois la ceinture. | [ 58 ]                          |
| 50                                                            | Triple H                        | 1                               | 23 août 1999                    | 22                              | Ames (Iowa)                     | Raw is War                              | Shane McMahon était l'arbitre spécial du match. | [ 59 ]                          |
| 51                                                            | Vince McMahon                   | 1                               | 14 septembre 1999               | 6                               | Las Vegas (Nevada)              | SmackDown                               | Il devient le champion le plus âgé, au cours d'un match dont Shane McMahon était l'arbitre spécial. Épisode diffusé le 16 septembre. | [ 60 ]                          |
| —                                                             | Vacant                          | 5                               | 20 septembre 1999               | 6                               | Houston (Texas)                 | Raw is War                              | Vince McMahon rend le titre vacant. | [ 61 ]                          |
| 52                                                            | Triple H                        | 2                               | 26 septembre 1999               | 49                              | Charlotte (Caroline du Nord)    | Unforgiven (1999)                       | Dans un Six-Pack Challenge match qui incluait également The Rock, Mankind, Big Show, British Bulldog et Kane. Il devient le 14e catcheur à gagner deux fois la ceinture. | [ 62 ]                          |
| 53                                                            | Big Show                        | 1                               | 14 novembre 1999                | 50                              | Détroit (Michigan)              | Survivor Series (1999)                  | Dans un match "Triple Menace" qui incluait également The Rock. | [ 63 ]                          |
| 54                                                            | Triple H                        | 3                               | 3 janvier 2000                  | 118                             | Miami (Floride)                 | Raw is War                              | Il devient le 8e catcheur à gagner trois fois la ceinture. | [ 64 ]                          |
| 55                                                            | The Rock                        | 4                               | 30 avril 2000                   | 21                              | Washington D.C.                 | Backlash (2000)                         | Shane McMahon était l'arbitre spécial du match. Il devient le 4e catcheur à gagner quatre fois la ceinture. | [ 65 ]                          |
| 56                                                            | Triple H                        | 4                               | 21 mai 2000                     | 35                              | Louisville (Kentucky)           | Judgment Day (2000)                     | Dans un Iron Man match de 60 minutes (remporté 6-5). Shawn Michaels était l'arbitre spécial du match. Il devient le 5e catcheur à gagner quatre fois la ceinture. | [ 66 ]                          |
| 57                                                            | The Rock                        | 5                               | 25 juin 2000                    | 119                             | Boston (Massachusetts)          | King of the Ring (2000)                 | Dans un Six-Man Tag Team match qui incluait The Rock, The Undertaker et Kane contre Triple H, Vince McMahon et Shane McMahon. Il devient le 3e catcheur à gagner cinq fois la ceinture. | [ 67 ]                          |
| 58                                                            | Kurt Angle                      | 1                               | 22 octobre 2000                 | 126                             | Albany (New York)               | No Mercy (2000)                         | Dans un match sans disqualification. | [ 68 ]                          |
| 59                                                            | The Rock                        | 6                               | 25 février 2001                 | 35                              | Las Vegas (Nevada)              | No Way Out (2001)                       | il devient le 1er catcheur à gagner six fois la ceinture. | [ 69 ]                          |
| 60                                                            | Stone Cold Steve Austin         | 5                               | 1er avril 2001                  | 175                             | Houston (Texas)                 | WrestleMania X-Seven                    | Dans un match sans disqualification. Il devient le 4e catcheur à gagner cinq fois la ceinture. | [ 70 ]                          |
| 61                                                            | Kurt Angle                      | 2                               | 23 septembre 2001               | 15                              | Pittsburgh (Pennsylvanie)       | Unforgiven (2001)                       | Il devient le 15e catcheur à gagner deux fois la ceinture. | [ 71 ]                          |
| 62                                                            | Stone Cold Steve Austin         | 6                               | 8 octobre 2001                  | 62                              | Indianapolis (Indiana)          | Raw                                     | Il devient le 2e catcheur à gagner six fois la ceinture. | [ 72 ]                          |
| 63                                                            | Chris Jericho                   | 1                               | 9 décembre 2001                 | 98                              | San Diego (Californie)          | Vengeance (2001)                        | En battant The Rock pour le Championnant du monde poids-lourds de la WCW puis Stone Cold Steve Austin pour le Championnat de la WWF dans la même soirée, il devient le premier catcheur de l'histoire de la compagnie à unifier deux titres mondiaux. | [ 73 ]                          |
| 64                                                            | Triple H                        | 5                               | 17 mars 2002                    | 35                              | Toronto (Ontario) Canada        | WrestleMania X8                         | Il devient le 5e catcheur à gagner cinq fois la ceinture. | [ 74 ]                          |
| World Wrestling Entertainment                                 |                                 |                                 |                                 |                                 |                                 |                                         | |                                 |
| 65                                                            | Hulk Hogan                      | 6                               | 21 avril 2002                   | 28                              | Kansas City (Missouri)          | Backlash (2002)                         | En battant Triple H, il devient le 3e catcheur à gagner six fois la ceinture. Pendant son règne, la compagnie changera de nom pour la World Wrestling Entertainment | [ 74 ]                          |
| 66                                                            | The Undertaker                  | 4                               | 19 mai 2002                     | 63                              | Nashville (Tennessee)           | Judgment Day (2002)                     | Il devient le 6e catcheur à gagner quatre fois la ceinture. | [ 75 ]                          |
| 67                                                            | The Rock                        | 7                               | 21 juillet 2002                 | 35                              | Détroit (Michigan)              | Vengeance (2002)                        | Dans un match "Triple Menace" qui incluait également Kurt Angle. Il devient le 1er catcheur à gagner sept fois la ceinture. | [ 76 ]                          |
| SmackDown                                                     |                                 |                                 |                                 |                                 |                                 |                                         | |                                 |
| 68                                                            | Brock Lesnar                    | 1                               | 25 août 2002                    | 84                              | Uniondale (New York)            | SummerSlam (2002)                       | En battant The Rock, il remporte le son premier titre mondiale et deviens le plus jeune champion de la WWE. Le 26 août, Stephanie McMahon alors manager général de SmackDown annoncera à Eric Bischoff alors manager général de RAW qu'elle a conclu un accord avec Brock Lesnar pour que le championnat incontesté de la WWE devienne la propriété exclusif de son show.                                                                                                   | [ 76 ]                          |
| 69                                                            | Big Show                        | 2                               | 17 novembre 2002                | 28                              | New York (New York)             | Survivor Series (2002)                  | Remporte le titre à la suite de la trahison de Paul Heyman sur Brock Lesnar. Il devient le 16e catcheur à gagner deux fois la ceinture. | [ 77 ]                          |
| 70                                                            | Kurt Angle                      | 3                               | 15 décembre 2002                | 105                             | Sunrise (Floride)               | Armageddon (2002)                       | Il devient le 9e catcheur à gagner trois fois la ceinture. | [ 78 ]                          |
| 71                                                            | Brock Lesnar                    | 2                               | 30 mars 2003                    | 119                             | Seattle (Washington)            | WrestleMania XIX                        | Il devient le 17e catcheur à gagner deux fois la ceinture. | [ 79 ]                          |
| 72                                                            | Kurt Angle                      | 4                               | 27 juillet 2003                 | 51                              | Denver (Colorado)               | Vengeance (2003)                        | Dans un match "Triple Menace" qui incluait également le Big Show. Il devient le 7e catcheur à gagner quatre fois la ceinture. | [ 80 ]                          |
| 73                                                            | Brock Lesnar                    | 3                               | 16 septembre 2003               | 152                             | Raleigh (Caroline du Nord)      | SmackDown                               | Dans un Iron Man match de 60 minutes (remporté 5-4). Il devient le 10e catcheur à gagner trois fois la ceinture. Épisode diffusé le 18 septembre. | [ 81 ]                          |
| 74                                                            | Eddie Guerrero                  | 1                               | 15 février 2004                 | 133                             | San Francisco (Californie)      | No Way Out (2004)                       | Victorieux après une intervention de Bill Goldberg | [ 82 ]                          |
| 75                                                            | John "Bradshaw" Layfield        | 1                               | 27 juin 2004                    | 280                             | Norfolk (Virginie)              | The Great American Bash (2004)          | Dans un Texas Bullrope match. | [ 83 ]                          |
| Raw                                                           |                                 |                                 |                                 |                                 |                                 |                                         | |                                 |
| 76                                                            | John Cena                       | 1                               | 3 avril 2005                    | 280                             | Los Angeles (Californie)        | WrestleMania 21                         | Le titre devient exclusif à Raw le 6 juin à la suite du draft de John Cena | [ 84 ]                          |
| 77                                                            | Edge                            | 1                               | 8 janvier 2006                  | 21                              | Albany (New York)               | New Year's Revolution (2006)            | Utilise son Money in the Bank (le tout premier) et gagne. | [ 85 ]                          |
| 78                                                            | John Cena                       | 2                               | 29 janvier 2006                 | 133                             | Miami (Floride)                 | Royal Rumble (2006)                     | Il devient le 18e catcheur à gagner deux fois la ceinture. | [ 86 ]                          |
| ECW                                                           |                                 |                                 |                                 |                                 |                                 |                                         | |                                 |
| 79                                                            | Rob Van Dam                     | 1                               | 11 juin 2006                    | 22                              | New York (New York)             | ECW One Night Stand (2006)              | Utilise son Money in the Bank (le second) et gagne. Le titre devient exclusif à l'ECW. Le 13 juin, en récompense de sa victoire, Paul Heyman lui remettra le championnat ECW faisant de lui un double champion. | [ 87 ]                          |
| Raw                                                           |                                 |                                 |                                 |                                 |                                 |                                         | |                                 |
| 80                                                            | Edge                            | 2                               | 3 juillet 2006                  | 76                              | Philadelphie (Pennsylvanie)     | Raw                                     | Dans un match "Triple Menace" qui incluait également John Cena. Le titre devient exclusif à Raw. Il devient le 19e catcheur à gagner deux fois la ceinture. | [ 88 ]                          |
| 81                                                            | John Cena                       | 3                               | 17 septembre 2006               | 380                             | Toronto (Ontario) Canada        | Unforgiven (2006)                       | Dans un TLC match. Si John Cena perdait, il devait quitter Raw pour SmackDown. Il devient le 11e catcheur à gagner trois fois la ceinture. | [ 89 ]                          |
| —                                                             | Vacant                          | 6                               | 2 octobre 2007                  | 5                               | Dayton (Ohio)                   | ECW on Sci Fi                           | À la suite d'une blessure de Cena. | [ 90 ]                          |
| 82                                                            | Randy Orton                     | 1                               | 7 octobre 2007                  | 0 (24 min)                      | Rosemont (Illinois)             | No Mercy (2007)                         | Randy qui devait initialement affronter John Cena à No Mercy se voit remettre le titre par Vince McMahon en début de show. | [ 91 ]                          |
| 83                                                            | Triple H                        | 6                               | 7 octobre 2007                  | 0 (2 h 30)                      | Rosemont (Illinois)             | No Mercy (2007)                         | À la suite de provocations de ce dernier sur Randy Orton et Vince McMahon, ce dernier officialise un match pour le titre immédiatement. Il devient le 4e catcheur à gagner six fois la ceinture. | [ 91 ]                          |
| 84                                                            | Randy Orton                     | 2                               | 7 octobre 2007                  | 203                             | Rosemont (Illinois)             | No Mercy (2007)                         | Randy reprendra le titre durant le Main Event du show dans un Last Man Standing match à la suite de l'invocation immédiate de sa clause de revanche face à Triple H affaibli à la suite d'une défense de titre durant le show face à Umaga. Il devient le 20e catcheur à gagner deux fois la ceinture. | [ 91 ]                          |
| SmackDown                                                     |                                 |                                 |                                 |                                 |                                 |                                         | |                                 |
| 85                                                            | Triple H                        | 7                               | 27 avril 2008                   | 210                             | Baltimore (Maryland)            | Backlash (2008)                         | Dans un match à 4 par élimination qui incluait également John Cena et JBL. Le titre devient exclusif à SmackDown le 23 juin à la suite du draft de Triple H. Il devient le 2e catcheur à gagner sept fois la ceinture. | [ 92 ]                          |
| 86                                                            | Edge                            | 3                               | 23 novembre 2008                | 21                              | Boston (Massachusetts)          | Survivor Series (2008)                  | Dans un match "Triple Menace" qui incluait également Vladimir Kozlov. Jeff Hardy devait participer initialement au match mais a été agressé plus tôt à son hôtel (storyline) et était incapable de combattre, il fut remplacé par Edge. Il devient le 12e catcheur à gagner trois fois la ceinture. | [ 93 ]                          |
| 87                                                            | Jeff Hardy                      | 1                               | 14 décembre 2008                | 42                              | Buffalo (New York)              | Armageddon (2008)                       | Dans un match "Triple Menace" qui incluait également Triple H. | [ 94 ]                          |
| 88                                                            | Edge                            | 4                               | 25 janvier 2009                 | 21                              | Détroit (Michigan)              | Royal Rumble (2009)                     | Dans un match sans disqualification. Il devient le 8e catcheur à gagner quatre fois la ceinture. | [ 95 ]                          |
| Raw                                                           |                                 |                                 |                                 |                                 |                                 |                                         | |                                 |
| 89                                                            | Triple H                        | 8                               | 15 février 2009                 | 70                              | Seattle (Washington)            | No Way Out (2009)                       | Dans un Elimination Chamber match qui incluait également Jeff Hardy, Vladimir Kozlov, The Undertaker et le Big Show. Il devient le 1er catcheur à gagner huit fois la ceinture. Le titre devient exclusif à Raw le 13 avril à la suite du draft de Triple H. | [ 96 ]                          |
| 90                                                            | Randy Orton                     | 3                               | 26 avril 2009                   | 42                              | Providence (Rhode Island)       | Backlash (2009)                         | Dans un Six-Man Tag Team match avec Legacy contre Triple H, Batista et Shane McMahon. Il devient le 13e catcheur à gagner trois fois la ceinture. | [ 97 ]                          |
| 91                                                            | Batista                         | 1                               | 7 juin 2009                     | 2                               | La Nouvelle-Orléans (Louisiane) | Extreme Rules (2009)                    | Dans un match en cage. | [ 98 ]                          |
| —                                                             | Vacant                          | 7                               | 9 juin 2009                     | 6                               | —                               | —                                       | À la suite d'une blessure de Batista. | [ 99 ]                          |
| 92                                                            | Randy Orton                     | 4                               | 15 juin 2009                    | 90                              | Charlotte (Caroline du Nord)    | Raw                                     | Dans un match à 4 qui incluait également Big Show, John Cena et Triple H. Il devient le 9e catcheur à gagner quatre fois la ceinture. | [ 100 ]                         |
| 93                                                            | John Cena                       | 4                               | 13 septembre 2009               | 21                              | Montréal (Québec) Canada        | WWE Breaking Point                      | Dans un "I Quit" match. Il devient le 10e catcheur à gagner quatre fois la ceinture. | [ 101 ]                         |
| 94                                                            | Randy Orton                     | 5                               | 4 octobre 2009                  | 21                              | Newark (New Jersey)             | Hell in a Cell (2009)                   | Dans un Hell in a Cell match, c'était un Last Chance match pour Orton. Il devient le 6e catcheur à gagner cinq fois la ceinture. | [ 102 ]                         |
| 95                                                            | John Cena                       | 5                               | 25 octobre 2009                 | 49                              | Pittsburgh (Pennsylvanie)       | Bragging Rights (2009)                  | Dans un Iron Man match (remporté 6-5). C'était un Last Chance match pour Orton et si John Cena perdait, il devait quitter Raw pour SmackDown. Il devient le 7e catcheur à gagner cinq fois la ceinture. | [ 103 ]                         |
| 96                                                            | Sheamus                         | 1                               | 13 décembre 2009                | 70                              | San Antonio (Texas)             | TLC : Tables, Ladders and Chairs (2009) | Dans un match de Tables. | [ 104 ]                         |
| 97                                                            | John Cena                       | 6                               | 21 février 2010                 | 0 (3 min 33 s)                  | Saint-Louis (Missouri)          | Elimination Chamber (2010)              | Dans un Elimination Chamber match qui incluait également Triple H, Kofi Kingston, Randy Orton et Ted DiBiase, Jr.. Il devient le 5e catcheur à gagner six fois la ceinture. | [ 105 ]                         |
| 98                                                            | Batista                         | 2                               | 21 février 2010                 | 35                              | Saint-Louis (Missouri)          | Elimination Chamber (2010)              | Le match est rajouté à la carte, au dernier moment, par Vince McMahon. Il devient le 21e catcheur à gagner deux fois la ceinture. | [ 105 ]                         |
| 99                                                            | John Cena                       | 7                               | 28 mars 2010                    | 84                              | Phoenix (Arizona)               | WrestleMania XXVI                       | Il devient le 3e catcheur à gagner sept fois la ceinture. | [ 106 ]                         |
| 100                                                           | Sheamus                         | 2                               | 20 juin 2010                    | 91                              | Uniondale (New York)            | WWE 4-Way Finale                        | Dans un match à 4 qui incluait également Randy Orton et Edge. Il devient le 22e catcheur à gagner deux fois la ceinture. | [ 107 ]                         |
| 101                                                           | Randy Orton                     | 6                               | 19 septembre 2010               | 64                              | Rosemont (Illinois)             | Night of Champions (2010)               | Dans un Six-Pack Elimination Challenge match qui incluait également John Cena, Edge, Chris Jericho et Wade Barrett. Il devient le 6e catcheur à gagner six fois la ceinture. | [ 108 ]                         |
| 102                                                           | The Miz                         | 1                               | 22 novembre 2010                | 160                             | Orlando (Floride)               | Raw                                     | Utilise son Money in the Bank. | [ 109 ]                         |
| 103                                                           | John Cena                       | 8                               | 1er mai 2011                    | 77                              | Tampa (Floride)                 | Extreme Rules (2011)                    | Dans un match en cage Triple Menace qui incluait également Johnny Morrison. Il devient le 2e catcheur à gagner huit fois la ceinture. | [ 110 ]                         |
| 104                                                           | CM Punk                         | 1                               | 17 juillet 2011                 | 28                              | Chicago (Illinois)              | Money in the Bank (2011)                | Si John Cena perd le titre, il est renvoyé de la WWE. Rendu vacant immédiatement, le règne a été restauré actif par le retour de CM Punk par la suite faisant de lui le co-champion avec John Cena (le 106e règne de l'histoire du titre). | [ 111 ]                         |
| —                                                             | Vacant                          | 8                               | 18 juillet 2011                 | 7                               | —                               | —                                       | À la suite du départ de CM Punk. | [ 112 ]                         |
| 105                                                           | Rey Mysterio                    | 1                               | 25 juillet 2011                 | 0 (2 h)                         | Hampton (Virginie)              | Raw                                     | Bat The Miz en finale d'un tournoi, devient le plus petit champion WWE de l'Histoire (taille comme poids). | [ 113 ]                         |
| 106                                                           | John Cena                       | 9                               | 25 juillet 2011                 | 20                              | Hampton (Virginie)              | Raw                                     | Obtient un match revanche le même soir où Rey Mysterio remporte le titre. Il devient le 1er catcheur à gagner neuf fois la ceinture. CM Punk étant de retour à la fédération après la victoire de Cena, il y a officiellement deux champions. Le règne de CM Punk (le 104e de l'histoire du titre) n'est pas interrompu. | [ 113 ]                         |
| World Wrestling Entertainment                                 |                                 |                                 |                                 |                                 |                                 |                                         | |                                 |
| 107                                                           | Alberto Del Rio                 | 1                               | 14 août 2011                    | 35                              | Los Angeles (Californie)        | SummerSlam (2011)                       | Après le match entre John Cena et CM Punk pour déterminer l'unique WWE Champion remporté par ce dernier, Alberto encaisse son contrat du Money in the Bank. Le 29 août le WWE abandonne le système de roster séparé permettant à tous les champions de défendre leurs titres à Raw comme à Smackdown. | [ 114 ]                         |
| 108                                                           | John Cena                       | 10                              | 18 septembre 2011               | 14                              | Buffalo (New York)              | Night of Champions (2011)               | Il devient le 1er catcheur à gagner dix fois la ceinture. | [ 115 ]                         |
| 109                                                           | Alberto Del Rio                 | 2                               | 2 octobre 2011                  | 49                              | La Nouvelle-Orléans (Louisiane) | Hell in a Cell (2011)                   | Dans un match Hell in a Cell Triple Menace qui incluait également CM Punk. Il devient le 23e catcheur à gagner deux fois la ceinture. | [ 116 ]                         |
| 110                                                           | CM Punk                         | 2                               | 20 novembre 2011                | 434                             | New York (New York)             | Survivor Series (2011)                  | Le plus long règne depuis Hulk Hogan en 1984. Il devient le 24e catcheur à gagner deux fois la ceinture. | [ 117 ]                         |
| 111                                                           | The Rock                        | 8                               | 27 janvier 2013                 | 70                              | Phoenix (Arizona)               | Royal Rumble (2013)                     | Le match est initialement remporté par CM Punk mais est relancé par Vince McMahon en raison d'une intervention du Shield. Il devient le 3e catcheur à gagner huit fois la ceinture. | [ 118 ]                         |
| 112                                                           | John Cena                       | 11                              | 7 avril 2013                    | 133                             | East Rutherford (New Jersey)    | WrestleMania 29                         | Il devient le 1er (encore encore aujourd'hui le seul) catcheur à gagner onze fois la ceinture. | [ 119 ]                         |
| 113                                                           | Daniel Bryan                    | 1                               | 18 août 2013                    | 0 (4 min 7 s)                   | Los Angeles (Californie)        | SummerSlam (2013)                       | Triple H était l'arbitre spécial du match. | [ 120 ]                         |
| 114                                                           | Randy Orton                     | 7                               | 18 août 2013                    | 28                              | Los Angeles (Californie)        | SummerSlam (2013)                       | Utilise son Money in the Bank.dans un match dont Triple H était l'arbitre spécial. Il devient le 4e catcheur à gagner sept fois la ceinture. | [ 120 ]                         |
| 115                                                           | Daniel Bryan                    | 2                               | 15 septembre 2013               | 1                               | Détroit (Michigan)              | Night of Champions (2013)               | Il devient le 25e catcheur à gagner deux fois la ceinture. | [ 121 ]                         |
| —                                                             | Vacant                          | 9                               | 16 septembre 2013               | 41                              | Cleveland (Ohio)                | Raw                                     | Triple H retire le titre à Bryan à la suite d'un décompte trop rapide de l'arbitre Scott Armstrong durant son match face à Randy Orton. | [ 122 ]                         |
| 116                                                           | Randy Orton                     | 8                               | 27 octobre 2013                 | 161                             | Miami (Floride)                 | Hell in a Cell (2013)                   | Il devient le 4e catcheur à gagner huit fois la ceinture en battant Daniel Bryan dans un Hell in a Cell match dont Shawn Michaels était l'arbitre spécial. Le 15 décembre 2013 à TLC (2013), Orton bat John Cena pour unifier le World Heavyweight Championship devenant ainsi le WWE World Heavyweight Champion. | .                               |
| 117                                                           | Daniel Bryan                    | 3                               | 6 avril 2014                    | 64                              | New Orléans (Louisiane)         | WrestleMania XXX                        | Il devient le 14e catcheur à gagner trois fois la ceinture dans un Triple Threat match incluant Batista | [ 124 ]                         |
| —                                                             | Vacant                          | 10                              | 9 juin 2014                     | 20                              | Minneapolis (Minnesota)         | Raw                                     | Le titre lui est retiré car il ne peut pas combattre à la suite de sa blessure au cou. À l'évènement Money in the Bank 2014, le WWE World Heavyweight Championship fut remis en jeu dans un 8-man Ladder Match pour couronner un nouveau champion. | [ 125 ]                         |
| 118                                                           | John Cena                       | 12                              | 29 juin 2014                    | 49                              | Boston (Massachusetts)          | Money in the Bank (2014)                | En battant Alberto Del Rio, Bray Wyatt, Cesaro, Kane, Randy Orton, Roman Reigns et Sheamus dans un 8-man Ladder Match. Il devient le 1er catcheur à gagner douze fois la ceinture et devient champion du monde pour la 15e fois. | [ 126 ]                         |
| 119                                                           | Brock Lesnar                    | 4                               | 17 août 2014                    | 224                             | Los Angeles (Californie)        | SummerSlam (2014)                       | En battant John Cena. Il devient le 11e catcheur à gagner quatre fois la ceinture. Il s'agit de son premier titre dans la compagnie depuis 2004. | [ 127 ]                         |
| 120                                                           | Seth Rollins                    | 1                               | 29 mars 2015                    | 221                             | Santa Clara (Californie)        | WrestleMania 31                         | En battant Brock Lesnar et Roman Reigns dans un Triple Threat Match après avoir attaqué les deux hommes avec sa mallette et l'avoir utilisée. Il remporte le titre pour la première fois de sa carrière et son premier titre personnel. | [ 128 ]                         |
| —                                                             | Vacant                          | 11                              | 5 novembre 2015                 | 17                              | —                               | —                                       | Pendant son match contre Kane, Seth Rollins se blesse gravement le genou droit en tentant un Turnbuckles Sunset Flip. La WWE annonce ensuite son absence d'une durée de 6 à 9 mois. À la suite de sa longue indisponibilité, le titre est rendu vacant. | [ 129 ]                         |
| 121                                                           | Roman Reigns                    | 1                               | 22 novembre 2015                | 0 (5 min 15 s)                  | Atlanta (Géorgie)               | Survivor Series (2015)                  | En battant Dean Ambrose en finale du tournoi. Il remporte le titre pour la première fois de sa carrière et son premier titre personnel. | [ 130 ]                         |
| 122                                                           | Sheamus                         | 3                               | 22 novembre 2015                | 22                              | Atlanta (Géorgie)               | Survivor Series (2015)                  | En battant Roman Reigns après avoir utilisé sa mallette sur ce dernier, qui venait tout juste de gagner le titre en battant Dean Ambrose. Il devient le 15e catcheur à gagner trois fois la ceinture. | [ 130 ]                         |
| 123                                                           | Roman Reigns                    | 2                               | 14 décembre 2015                | 41                              | Philadelphie (Pennsylvanie)     | Raw                                     | En battant Sheamus dans un Title vs. Career Match. Il devient le 26e catcheur à gagner deux fois la ceinture. | [ 131 ]                         |
| 124                                                           | Triple H                        | 9                               | 24 janvier 2016                 | 70                              | Orlando (Floride)               | Royal Rumble (2016)                     | En remportant le Royal Rumble masculin après avoir successivement éliminé Dolph Ziggler, Bray Wyatt (aidé par Sheamus), Roman Reigns et Dean Ambrose en dernière position. Il devient le 2e catcheur à gagner neuf fois la ceinture et devient le 3e catcheur ayant remporté le plus de titre mondiaux avec quatorze titres. | [ 132 ]                         |
| 125                                                           | Roman Reigns                    | 3                               | 3 avril 2016                    | 77                              | Arlington (Texas)               | WrestleMania 32                         | En battant Triple H. Il devient le 16e catcheur à gagner trois fois la ceinture. | [ 133 ]                         |
| 126                                                           | Seth Rollins                    | 2                               | 19 juin 2016                    | 0 (2 min)                       | Las Vegas (Nevada)              | Money in the Bank (2016)                | En battant Roman Reigns. Il devient le 27e catcheur à gagner deux fois la ceinture. | [ 134 ]                         |
| SmackDown                                                     |                                 |                                 |                                 |                                 |                                 |                                         | |                                 |
| 127                                                           | Dean Ambrose                    | 1                               | 19 juin 2016                    | 84                              | Las Vegas (Nevada)              | Money in the Bank (2016)                | En battant Seth Rollins après avoir utilisé sa mallette sur ce dernier, qui venait tout juste de gagner le titre en battant Roman Reigns. Il remporte le titre pour la première fois de sa carrière et son troisième titre personnel. Le 19 juillet, Dean Ambrose est transféré à SmackDown Live. De ce fait, le titre est également transféré au show bleu. | [ 134 ]                         |
| 128                                                           | A.J. Styles                     | 1                               | 11 septembre 2016               | 140                             | Richmond (Virginie)             | Backlash (2016)                         | En battant Dean Ambrose. Il remporte le titre pour la première fois de sa carrière et son premier titre personnel. Le titre change également de nom et devient WWE World Championship. | [ 135 ]                         |
| 129                                                           | John Cena                       | 13                              | 29 janvier 2017                 | 14                              | San Antonio (Texas)             | Royal Rumble (2017)                     | En battant AJ Styles. Il devient le 1er catcheur à gagner treize fois la ceinture et devient champion du monde pour la 16e fois, égalant ainsi le record de Ric Flair. | [ 136 ]                         |
| 130                                                           | Bray Wyatt                      | 1                               | 12 février 2017                 | 49                              | Phoenix (Arizona)               | Elimination Chamber (2017)              | En battant John Cena, AJ Styles, Baron Corbin, Dean Ambrose, Randy Orton et le Miz dans un Elimination Chamber Match. Il remporte le titre pour la première fois de sa carrière et son premier titre personnel. | [ 137 ]                         |
| 131                                                           | Randy Orton                     | 9                               | 2 avril 2017                    | 49                              | Orlando (Floride)               | WrestleMania 33                         | En battant Bray Wyatt. Il devient le 3e catcheur à gagner neuf fois la ceinture, devient champion du monde pour la 13e fois. | [ 138 ]                         |
| 132                                                           | Jinder Mahal                    | 1                               | 21 mai 2017                     | 170                             | Rosemont (Illinois)             | Backlash (2017)                         | En battant Randy Orton. Il remporte le titre pour la première fois de sa carrière, son premier titre personnel et devient le premier catcheur indien à gagner ce titre. | [ 139 ]                         |
| 133                                                           | A.J. Styles                     | 2                               | 7 novembre 2017                 | 371                             | Manchester ( Angleterre)        | SmackDown                               | En battant Jinder Mahal. Il devient le 28e catcheur à gagner deux fois la ceinture et devient le premier catcheur à gagner le titre en dehors du sol américain. | [ 140 ]                         |
| 134                                                           | Daniel Bryan                    | 4                               | 13 novembre 2018                | 145                             | Saint-Louis (Missouri)          | SmackDown                               | En battant AJ Styles. Il devient le 12e catcheur à gagner quatre fois la ceinture. | [ 141 ]                         |
| 135                                                           | Kofi Kingston                   | 1                               | 7 avril 2019                    | 180                             | East Rutherford (New Jersey)    | WrestleMania 35                         | En battant "The New" Daniel Bryan. Il remporte le titre pour la première fois de sa carrière, son troisième titre personnel, devient le premier catcheur afro-américain né en Afrique, premier membre du New Day à gagner ce titre, également le 30e Triple Crown Champion et le 13e Grand Slam Champion. | [ 142 ]                         |
| Raw                                                           |                                 |                                 |                                 |                                 |                                 |                                         | |                                 |
| 136                                                           | Brock Lesnar                    | 5                               | 4 octobre 2019                  | 184                             | Los Angeles (Californie)        | SmackDown                               | En battant Kofi Kingston en moins de 10 secondes. Il devient le 8e catcheur à gagner cinq fois la ceinture. Le 1er novembre, Paul Heyman annonce que son client démissionne du show bleu. De ce fait, le titre change de Brand et est désormais transféré à Raw. | [ 143 ]                         |
| 137                                                           | Drew McIntyre                   | 1                               | 5 avril 2020                    | 203                             | Orlando (Floride)               | WrestleMania 36                         | En battant Brock Lesnar. Il remporte le titre pour la première fois de sa carrière, son premier titre personnel et devient le premier catcheur britannique à gagner ce titre et également le 32e Triple Crown Champion. | [ 144 ]                         |
| 138                                                           | Randy Orton                     | 10                              | 25 octobre 2020                 | 22                              | Orlando (Floride)               | Hell in a Cell (2020)                   | En battant Drew McIntyre dans un Hell in a Cell Match. Il devient le 2e catcheur à gagner dix fois la ceinture et devient champion du monde pour la quatorzième fois. | [ 145 ]                         |
| 139                                                           | Drew McIntyre                   | 2                               | 16 novembre 2020                | 97                              | Orlando (Floride)               | Raw                                     | En prenant sa revanche sur Randy Orton dans un dans un No Count Out & No Disqualification Match. Il devient le 29e catcheur à gagner deux fois la ceinture. | [ 146 ]                         |
| 140                                                           | The Miz                         | 2                               | 21 février 2021                 | 8                               | Orlando (Floride)               | Elimination Chamber (2021)              | En battant Drew McIntyre après avoir utilisé sa mallette sur ce dernier, attaqué par Bobby Lashley après son Elimination Chamber Match. Il devient le 30e catcheur à gagner deux fois la ceinture et devient le 1er catcheur à devenir double Grand Slam Champion. | [ 147 ]                         |
| 141                                                           | Bobby Lashley                   | 1                               | 1er mars 2021                   | 196                             | St. Petersburg (Floride)        | Raw                                     | En battant le Miz dans un Lumberjack Match. Il remporte le titre pour la première fois de sa carrière et son troisième titre personnel. | [ 148 ]                         |
| 142                                                           | Big E                           | 1                               | 13 septembre 2021               | 110                             | Boston (Massachusetts)          | Raw                                     | En battant Bobby Lashley après avoir utilisé sa mallette sur ce dernier, blessé après son combat contre Randy Orton. Il remporte le titre pour la première fois de sa carrière, son second titre personnel, devient le second membre du New Day à gagner ce titre et 34e Triple Crown Champion. | [ 149 ]                         |
| 143                                                           | Brock Lesnar                    | 6                               | 1er janvier 2022                | 28                              | Atlanta (Géorgie)               | WWE Day 1 (2022)                        | En battant Big E, Bobby Lashley, Kevin Owens et Seth "Freakin" Rollins dans un Fatal 5-Way Match. Il devient le 7e catcheur à gagner six fois la ceinture. | [ 150 ]                         |
| 144                                                           | Bobby Lashley                   | 2                               | 29 janvier 2022                 | 21                              | Saint-Louis (Missouri)          | Royal Rumble (2022)                     | En battant Brock Lesnar, à la suite des interventions extérieures de Roman Reigns et Paul Heyman en sa faveur. Il devient le 31e catcheur à gagner deux fois la ceinture. | [ 151 ]                         |
| 145                                                           | Brock Lesnar                    | 7                               | 19 février 2022                 | 43                              | Djeddah ( Arabie saoudite)      | Elimination Chamber (2022)              | En battant Bobby Lashley (abandon pour blessure), AJ Styles, Austin Theory, Riddle et Seth "Freakin" Rollins dans un Elimination Chamber Match. Il devient le 5e catcheur à gagner sept fois la ceinture. | [ 152 ]                         |
| SmackDown                                                     |                                 |                                 |                                 |                                 |                                 |                                         | |                                 |
| 146                                                           | Roman Reigns                    | 4                               | 3 avril 2022                    | 735                             | Dallas (Texas)                  | WrestleMania 38                         | En battant Brock Lesnar dans un Winner Takes All Match. En plus de conserver son titre Universel de la WWE. Il devient le 13e catcheur à gagner quatre fois la ceinture et devient double champion et unifie les deux titres désormais connus sous le nom d'Undisputed WWE Universal Championship. Le 28 avril 2023, le titre devient exclusif à Smackdown à la suite de la draft de la Bloodline à la branche bleue.                                                       | ,                               |
| 147                                                           | Cody Rhodes                     | 1                               | 7 avril 2024                    | 378                             | Philadelphie (Pennsylvanie)     | WrestleMania XL                         | En battant Roman Reigns dans un Bloodline Rules match. Il remporte le titre pour la première fois de sa carrière et, de ce fait, devient également le 37e Triple Crown Champion. | [ 155 ]                         |
| 148                                                           | John Cena                       | 14                              | 20 avril 2025                   | 105                             | Paradise (Nevada)               | WrestleMania 41                         | Remporte le titre grâce à une intervention de Travis Scott. Il devient le 1er catcheur à gagner quatorze fois la ceinture et devient champion du monde pour la 17e fois, surpassant l'ancien record détenu par Ric Flair. | [ 156 ]                         |
| 149                                                           | Cody Rhodes                     | 2                               | 3 août 2025                     | 1+                              | East Rutherford (New Jersey)    | SummerSlam (2025)                       | En prenant sa revanche sur John Cena dans un Street Fight match. Il devient le 32e catcheur à gagner deux fois la ceinture. | [ 157 ]                         |

## Règnes combinés
| Signe | Notes                                    |
| ----- | ---------------------------------------- |
|       | Lutteur travaillant toujours à SmackDown |
|       | Lutteur travaillant toujours à la WWE    |
| †     | Lutteur décédé                           |

| Rang | Catcheur                 | Règnes | Jours | 1re victoire   |
| ---- | ------------------------ | ------ | ----- | -------------- |
| 1    | Bruno Sammartino †       | 2      | 4040  | 17 mai 1963    |
| 2    | Hulk Hogan †             | 6      | 2185  | 23 janv. 1984  |
| 3    | Bob Backlund             | 2      | 2138  | 20 fév. 1978   |
| 4    | John Cena                | 14     | 1359  | 3 avr. 2005    |
| 5    | Pedro Morales †          | 1      | 1027  | 8 fév. 1971    |
| 6    | Roman Reigns             | 4      | 853   | 22 nov. 2015   |
| 7    | Brock Lesnar             | 7      | 834   | 25 août 2002   |
| 8    | Randy Orton              | 10     | 680   | 7 oct. 2007    |
| 9    | Bret Hart                | 5      | 654   | 12 oct. 1992   |
| 10   | Triple H                 | 9      | 609   | 23 août 1999   |
| 11   | Stone Cold Steve Austin  | 6      | 529   | 29 mars 1998   |
| 12   | Randy Savage †           | 2      | 520   | 27 mars 1988   |
| 13   | A.J. Styles              | 2      | 511   | 11 sept. 2016  |
| 14   | CM Punk                  | 2      | 462   | 17 juill. 2011 |
| 15   | Shawn Michaels           | 3      | 396   | 31 mars 1996   |
| 16   | Cody Rhodes              | 2      | 379+  | 7 avr. 2024    |
| 17   | The Rock                 | 8      | 367   | 15 nov. 1998   |
| 18   | Diesel                   | 1      | 358   | 26 nov. 1994   |
| 19   | Drew McIntyre            | 2      | 300   | 5 avr. 2020    |
| 20   | Kurt Angle               | 4      | 297   | 22 oct. 2000   |
| 21   | Billy Graham †           | 1      | 296   | 30 avr. 1977   |
| 22   | The Ultimate Warrior †   | 1      | 293   | 1er avr. 1990  |
| 23   | John "Bradshaw" Layfield | 1      | 280   | 27 juin 2004   |
| 23   | Yokozuna †               | 2      | 280   | 4 avr. 1993    |
| 24   | The Undertaker           | 4      | 238   | 27 nov. 1991   |
| 25   | Seth Rollins             | 2      | 221   | 29 mars 2015   |
| 26   | Bobby Lashley            | 2      | 217   | 1er mars 2021  |
| 27   | Daniel Bryan             | 4      | 210   | 18 août 2013   |
| 28   | Sheamus                  | 3      | 183   | 13 déc. 2009   |
| 29   | Kofi Kingston            | 1      | 180   | 7 avr. 2019    |
| 30   | Jinder Mahal             | 1      | 170   | 21 mai 2017    |
| 31   | The Miz                  | 2      | 168   | 22 nov. 2010   |
| 32   | Edge                     | 4      | 139   | 8 janv. 2006   |
| 33   | Eddie Guerrero †         | 1      | 133   | 15 fév. 2004   |
| 34   | Ric Flair                | 2      | 118   | 19 janv. 1992  |
| 35   | Big E                    | 1      | 110   | 13 sept. 2021  |
| 36   | Chris Jericho            | 1      | 98    | 9 déc. 2001    |
| 37   | Sycho Sid †              | 2      | 97    | 17 nov. 1996   |
| 38   | Dean Ambrose             | 1      | 84    | 19 juin 2016   |
| 38   | Alberto Del Rio          | 2      | 84    | 14 août 2011   |
| 40   | Big Show                 | 2      | 78    | 14 nov. 1999   |
| 41   | Sgt. Slaughter           | 1      | 64    | 19 janv. 1991  |
| 42   | Bray Wyatt †             | 1      | 49    | 12 fév. 2017   |
| 43   | Mankind                  | 3      | 47    | 29 déc. 1998   |
| 44   | Jeff Hardy               | 1      | 42    | 14 déc. 2008   |
| 45   | Batista                  | 2      | 37    | 7 juin 2009    |
| 46   | Buddy Rogers †           | 1      | 36    | 11 avr. 1963   |
| 47   | Iron Sheik †             | 1      | 28    | 26 déc. 1983   |
| 48   | Rob Van Dam              | 1      | 22    | 11 juin 2006   |
| 49   | Ivan Koloff †            | 1      | 21    | 18 janv. 1971  |
| 50   | Stan Stasiak †           | 1      | 9     | 1er déc. 1973  |
| 51   | Vince McMahon            | 1      | 6     | 14 sept. 1999  |
| 52   | Kane                     | 1      | 1     | 28 juin 1998   |
| 53   | Rey Mysterio             | 1      | <1    | 25 juill. 2011 |
| 54   | André The Giant †        | 1      | <1    | 5 fév. 1988    |

## Statistiques
| Record                     | Détenteur du record | Chiffre     |
| -------------------------- | ------------------- | ----------- |
| Règne le plus long         | Bruno Sammartino    | 2 803 jours |
| Règne le plus court        | André The Giant     | 1 min 48 s  |
| Plus grand nombre de règne | John Cena           | 14 fois     |
| Champion le plus jeune     | Brock Lesnar        | 25 ans      |
| Champion le plus âgé       | Vince McMahon       | 54 ans      |